# Chile de árbol
Chile de árbol – meksykański kultywar papryki chili (z gatunku papryka roczna).

## Charakterystyka

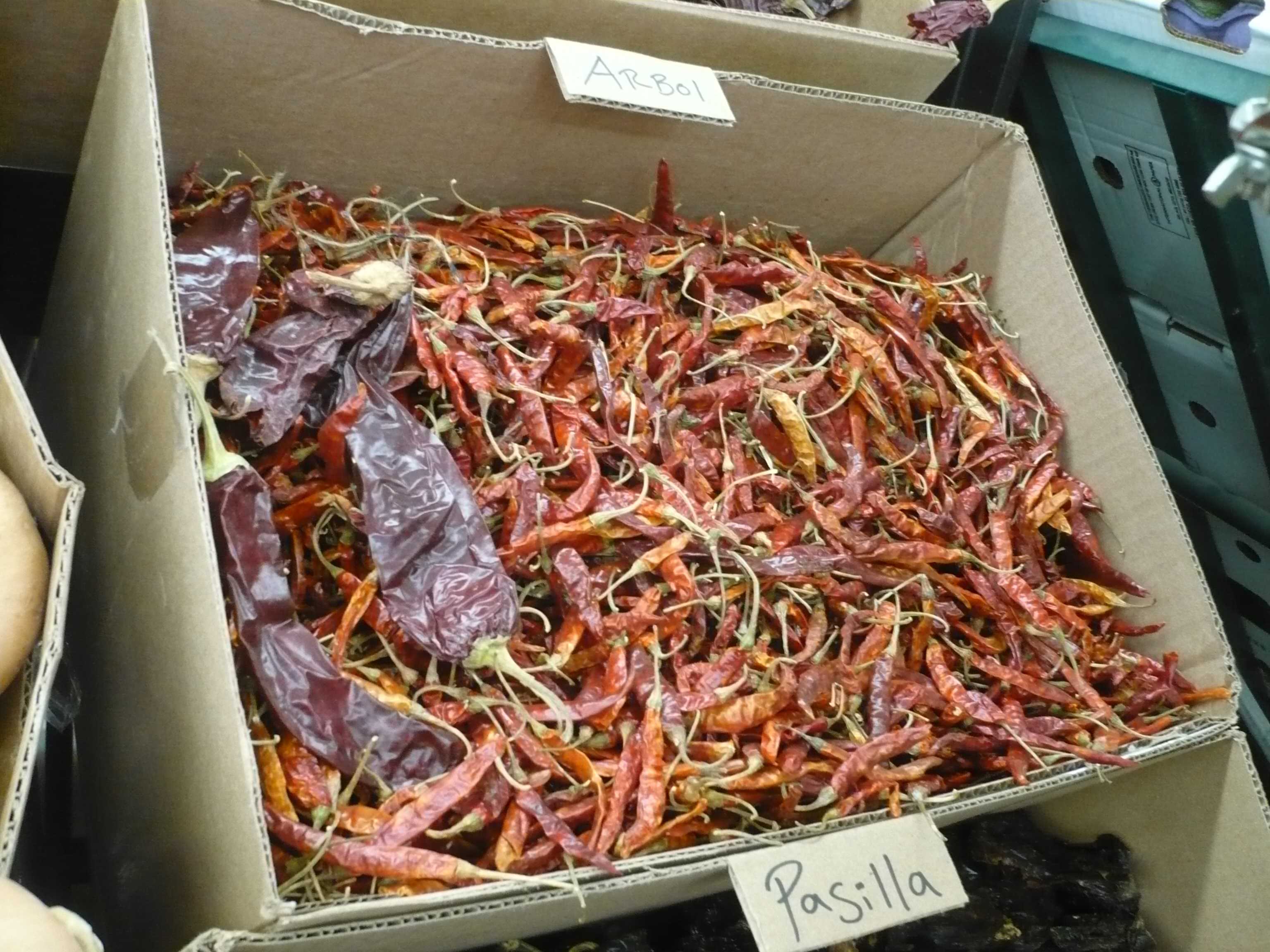
Suszone owoce na targu

Odmiana pochodzi z Meksyku i jest popularna przede wszystkim w zachodniej części tego kraju. Nazwa de árbol oznacza w języku hiszpańskim z drzewa. Nazwę tę nadano jej ze względu na podobieństwo pędów tej papryki do drzew. Osiągają one do ponad 120 cm wysokości, a ich łodygi przypominają gałęzie.
Owoc jest smukły, podłużny i szpiczasty. Ma długość około 5–8 cm. Ma ostry, mocny, dymny smak i kolor soczystej, głębokiej czerwieni. Jest w wielu kuchniach dodawany do potraw celem nadania im wyrazistego, dymnego smaku. Jest ważnym dodatkiem bądź składnikiem wielu meksykańskich posiłków i produktów, takich jak m.in. frytki, sosy, salsy, zupy (np. sopa de tortilla), oleje i inne. Miłośnicy papryki smażą tę odmianę w głębokim tłuszczu do bezpośredniego spożycia, ale jest ona w tej formie zbyt ostra dla przeciętnego konsumenta, mimo że w skali Scoville'a ma 15.000 – 30.000 SHU, co nie jest wartością skrajnie wysoką. Najwięcej kapsaicyny zawierają wewnętrzne żeberka owocu i nasiona.
Papryka tej odmiany jest sprzedawana w formie świeżej, suszonej lub mielonej na proszek.